# Cannon Rock (pictură)
Cannon Rock este o pictură în ulei pe pânză realizată de Winslow Homer în 1895. Face parte din colecția Metropolitan Museum of Art.

## Descriere
Cannon Rock este o pictură în ulei din 1895 care descrie un val în larg care se sparge peste o stâncă, apa curgând într-o intrare creată de roci în prim-plan. Lucrarea face parte din colecția Muzeului Metropolitan de Artă.

## Primire
Geraldine Fabricant de la The New York Times a spus că pictura nu este o reprezentare literală și „seamănă puțin cu locul real”. Ea scrie: „În realitate, valul din larg s-ar sparge doar la reflux, dar valul umple intrarea doar la flux”. În Winslow Homer in the 1890s: Prout's Neck Observed, expertul în Homer Philip Beam a remarcat rearanjarea de către artist a marginilor orizontale de rocă într-o formă triunghiulară, astfel încât „atrage atenția asupra motivului său principal”.